# Lussant
Lussant ist eine französische Gemeinde mit 1.013 Einwohnern (Stand: 1. Januar 2022) im Département Charente-Maritime in der Region Nouvelle-Aquitaine. Lussant gehört zum Arrondissement Rochefort und zum Kanton Tonnay-Charente. Die Einwohner werden Lussantais genannt.

## Geographie
Lussant liegt etwa elf Kilometer ostnordöstlich vom Stadtzentrum von Rochefort am Boutonne, die die Gemeinde im Süden begrenzt. Umgeben wird Lussant von den Nachbargemeinden Tonnay-Charente im Norden und Nordwesten, Moragne im Nordosten, Saint-Coutant-le-Grand im Osten, Champdolent im Süden und Südosten sowie Cabariot im Westen.

## Bevölkerungsentwicklung
| Jahr                      | 1962 | 1968 | 1975 | 1982 | 1990 | 1999 | 2008 | 2013 |
| Einwohner                 | 671  | 705  | 710  | 725  | 763  | 830  | 907  | 982  |
| Quelle: Cassini und INSEE |      |      |      |      |      |      |      |      |

## Sehenswürdigkeiten
Siehe auch: Liste der Monuments historiques in Lussant
- Kirche Saint-Pierre aus dem 12. Jahrhundert

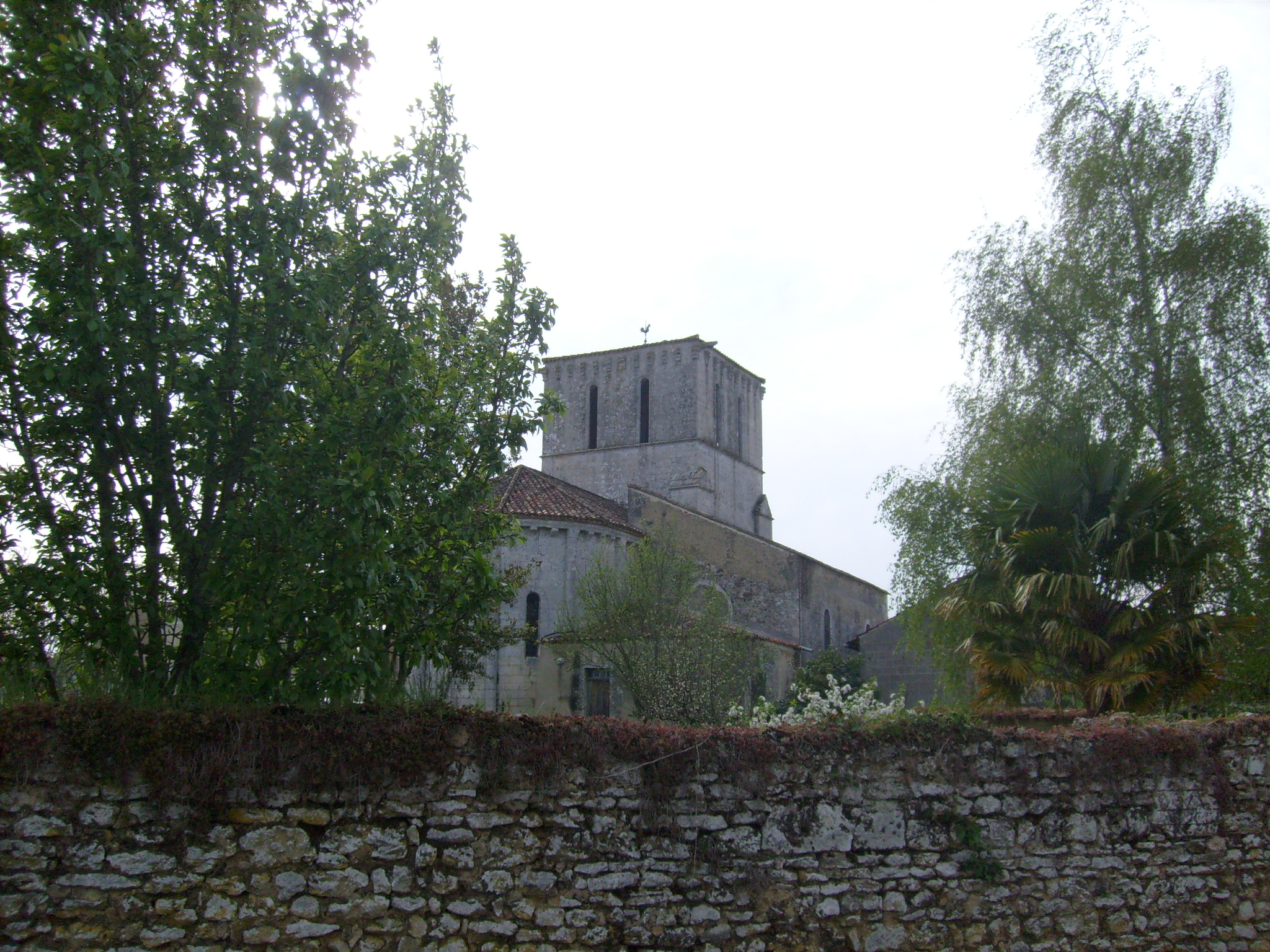
Kirche Saint-Pierre

- Mühle von Crolard